# Teo Fabi
Teo Fabi, italijanski dirkač Formule 1, *9. marec 1955, Milano, Italija.
Teodorico Fabi, bolj znan kot Teo Fabi, je upokojeni italijanski dirkač Formule 1, kjer je debitiral v sezoni 1982, toda ni mu uspelo osvojiti točk. To mu je uspelo po letu premora v sezoni 1984 in to kar s tretjim mestom na Veliki nagradi vzhodnih ZDA, nato pa še dvakrat za četrto in peto mesto. Po slabši sezoni 1985 brez točk in le enim petim mestom v sezoni 1986 je svojo drugo in zadnjo uvrstitev na stopničke dosegel s tretjim mestom na Veliki nagradi Avstrije v sezoni 1987, ob tem je v sezoni zbral še štiri uvrstitev v točke kar je pomenilo deveto mesto v dirkaškem prvenstvu z dvanajstimi točkami. Kljub temu se je po koncu sezone upokojil.

## Popolni rezultati Formule 1
(legenda) (odebeljene dirke pomenijo najboljši štartni položaj, poševne pa najhitrejši krog, †-uvrščen kljub odstopu)
| Leto | Moštvo                   | Šasija         | Motor                 | 1       | 2       | 3        | 4       | 5        | 6        | 7        | 8       | 9       | 10      | 11      | 12      | 13      | 14      | 15      | 16      | Prv | Toč |
| ---- | ------------------------ | -------------- | --------------------- | ------- | ------- | -------- | ------- | -------- | -------- | -------- | ------- | ------- | ------- | ------- | ------- | ------- | ------- | ------- | ------- | --- | --- |
| 1982 | Candy Toleman Motorsport | Toleman TG181C | Hart Straight-4 (t/c) | JAR DNQ | BRA DNQ | ZZDA DNQ | SMR NC  | BEL Ret  | MON DNPQ | VZDA     | KAN     | NIZ DNQ | VB Ret  | FRA Ret | NEM DNQ | AVT Ret | ŠVI Ret | ITA Ret | LVE DNQ | -   | 0   |
| 1984 | MRD International        | Brabham BT53   | BMW Straight-4 (t/c)  | BRA Ret | JAR Ret | BEL Ret  | SMR Ret | FRA 9    | MON      | KAN      | VZDA 3  | ZDA     | VB Ret  | NEM Ret | AVT 4   | NIZ 5   | ITA Ret | EU Ret  | POR     | 12. | 9   |
| 1985 | Toleman Group Motorsport | Toleman TG185  | Hart Straight-4 (t/c) | BRA     | POR     | SMR      | MON Ret | KAN Ret  | VZDA Ret | FRA 14   | VB Ret  | NEM Ret | AVT Ret | NIZ Ret | ITA 12  | BEL Ret | EU Ret  | JAR Ret | AVS Ret | -   | 0   |
| 1986 | Benetton Formula         | Benetton B186  | BMW Straight-4 (t/c)  | BRA 10  | ŠPA 5   | SMR Ret  | MON Ret | BEL 7    | KAN Ret  | VZDA Ret | FRA Ret | VB Ret  | NEM Ret | MAD Ret | AVT Ret | ITA Ret | POR 8   | MEH Ret | AVS 10  | 15. | 2   |
| 1987 | Benetton Formula         | Benetton B187  | Ford V6 (t/c)         | BRA Ret | SMR Ret | BEL Ret  | MON 8   | VZDA Ret | FRA 5    | VB 6     | NEM Ret | MAD Ret | AVT 3   | ITA 7   | POR 4   | ŠPA Ret | MEH 5   | JAP Ret | AVS Ret | 9.  | 12  |